# Николаевская 2-я волость (Херсонский уезд)
Николаевская вторая волость — административно-территориальная единица Херсонского уезда Херсонской губернии.
По состоянию на 1886 год состояла из 4-х поселений, 3-х сельских общин. Население — 3874 человека (1984 мужского пола и 1890 — женского), 647 дворовых хозяйств.
|                        | Площадь, десятин | В том числе пахотной, дес. |
| ---------------------- | ---------------- | -------------------------- |
| Сельских общин         | 14 009           | 13 812                     |
| Частной собственности  | 10 620           | 1084                       |
| Казенной собственности | 5364             | 780                        |
| Другой собственности   | 240              | 135                        |
| Всего                  | 31 133           | 15 811                     |

Самые большие поселения волости:
- Николаевка вторая — село при реке Висунь в 132 верстах от уездного города, 2632 человека, 498 дворов, православная церковь, школа, 5 лавок.
- Троицкое (Сафоново, Ефитихополь) — село при реке Висунь, 1151 человек, 143 двора, православная церковь, камера мирового судьи, лавка.